# Anna Di Lellio
Anna Di Lellio ist Soziologin, Journalistin und frühere UN-Beraterin. Sie schrieb einige Artikel im Zusammenhang mit der UN-Präsenz im Kosovo und im Irak.

## Leben
Di Lellio promovierte in Soziologie an der Columbia University, hält einen Master für Management von Non-Profit- und Öffentlicher Politik der New York University sowie einen Bachelor in Philosophie der Universität von Perugia, Italien.
Sie arbeitete als Beraterin für das Welternährungsprogramm der Vereinten Nationen im Kosovo und in Osttimor bis 1999 und ab 2003 als Koordinatorin des 5.000 Mann starken Kosovo-Schutzkorps (KPC), dessen Mitglieder vielfach aus der UÇK rekrutiert wurden. Von 2001 bis 2003 war sie Kommissar für Medien des Kosovo im Auftrag der OSZE. Danach schrieb sie im Guardian über Medienrecht und Politik in sogenannten post-conflict areas, in der sie die Vertreibung von Serben aus dem Kosovo eine Ethnische Säuberung nannte.
Zurückgekehrt nach New York wurde sie von der UN zum Direktor für Kommunikation von Paul Volckers Unabhängiger Untersuchungskommission des Öl-für-Lebensmittel-Programms ernannt. Diese Tätigkeit beendete sie im September 2004 auf Druck der US-Regierung, da sie in einem Artikel für den Guardian (2002) meinte, George W. Bush und Silvio Berlusconi unterschieden sich nicht sehr von Osama bin Laden.
2005 war sie Wahlbeobachterin einer Menschenrechtsorganisation in Tadschikistan und 2006 Beraterin des Kosovarischen Premierministers Agim Çeku im Auftrag der Capacity Building Facility des UNEP und der Kosova Foundation for Open Society (KFOS) von George Soros. Di Lellio warnte Çeku, das ein teilunabhänges Kosovo bald in der politischen Gewalt des Westjordanlandes enden würde.
Sie ist außerordentliche Professorin für Internationale Beziehungen von The New School (früher New School University) in New York und Herausgeberin des Buches The Case for Kosova: Passage to Independence, einer Anthologie von Essays über die Zukunft des Kosovo.